# Серафим Шарапов (єпископ)
Серафи́м Шара́пов  (в миру Олексій Шарапов, 12 лютого 1878 село Круте, Єлецький повіт, Орловська область - 22 серпня 1959 Загорськ, Московська область) — єпископ Полтавський і Кременчуцький, викладач Кам'янець-Подільської духовної семінарії, священик Казанської церкви в Харкові. Духовний письменник.

## Біографія
Народився в сім'ї псаломщика. Закінчив Лівенське духовне училище, Орловську духовну семінарію та Московську духовну академію, яку закінчив в 1904 році зі ступенем кандидата богослов'я.
16 серпня 1904 року по закінченні духовної академії призначений на посаду інспектора до Харківської духовної семінарії.
З 1906 по 1909 рік працював викладачем у Кам'янець-Подільській духовній семінарії.
З 1909 по 1912 рік служив інспектором народних училищ Вологди і Вологодського повіту.
Після захисту дисертації на тему: «Друга книга Ездри: Історико-критичне введення в книгу», в 1912 році був затверджений у вченому ступені магістра богослов'я.
З 1912 по 1918 рік - директор Вологодського учительського інституту.
З 1918 по 1943 рік - завідувач навчальною частиною Єлецького педагогічного технікуму, викладач шкіл 2-го ступеня, будівельної профшколи Південно-східної залізниці. Білгородського педучилища і Чугуєво-Бобчинського лісотехнікума.
У 1943 році овдовів. З 1943 по 1946 рік служив в сані священика в Полтавській і Харківській єпархіях. Останнє місце служіння - Казанська церква в Харкові.
5 квітня 1946 Патріархом Алексієм і Священним Синодом призначений єпископом Ростовським і Таганрозьким.
6 квітня 1946 архієпископом Харківським і Богодухівським Стефаном пострижений в чернецтво.
7 квітня архієпископом Стефаном зведений в сан архімандрита.
13 квітня в залі засідань Священного Синоду був наречений в єпископа Ростовського і Таганрозького. Наречення здійснювали: Патріарх Московський і всієї Русі Алексій I і єпископ Ізмаїльський і Болградський Максим Бачинський.
14 квітня 1946 хіротонізований на єпископа Ростовського і Таганрозького. Хіротонію здійснювали: Патріарх Московський і всієї Русі Алексій I, єпископ Ізмаїльський і Болградський Максим Бачинський і єпископ Можайський Макарій Даєв.
До січня 1947 року підготував все необхідне для відкриття в Ростові-на-Дону духовної семінарії і звернувся до Патріарха з проханням виклопотати дозвіл на її відкриття. Однак в жовтні 1947 року Рада міністрів СРСР відмовив у дозволі, і єпископ був терміново переведений в іншу єпархію.
З 30 жовтня 1947 року - єпископ Ульяновський і Мелекеський.
Після того як єпископ Серафим прибув на кафедру, до ульяновського уповноваженого посипалися десятки клопотань про відкриття храмів. Проте, жодного храму єпископу Серафиму відкрити так і не вдалося.
Оскільки священиків в єпархії катастрофічно не вистачало, доводилося висвячувати у священний сан спочатку псаломщиків, а коли не залишилося і тих, то висвячували кандидатів з числа прихожан, які часто не мали не тільки духовної освіти, але навіть базової шкільної. Для підготовки священнослужителів при єпархіальному управлінні єпископом Серафимом були відкриті пастирські курси.
З 15 листопада 1952 року - єпископ Полтавський і Кременчуцький.
20 лютого 1958 року звільнений від управління Полтавською єпархією «за хворобливим станом до одужання»; звільнений на спокій в Почаївську Лавру.
Хвороба не завадила єпископу брати участь 19-20 квітня 1958 року в нареченні і хіротонії архімандрита Флавіана Дмитріюка, а 20 і 22 червня - Феодосія Погорського.
Помер 22 серпня 1959 року. Похований в Сергієвому Посаді.

## Твори
- «Книга Ездры». Историко-критическое введение в книгу. Сергиев Посад, 1910.
- «К вопросу о языке оригинала второй книги Ездры и её происхождение» Сергиев Посад, 1914.
- Святыня в доме. О святой воде, просфоре, артосе и антидоре. Издательство Московской Патриархии, 2011
- Сборник кратких поучений в двух частях: I-я часть — Поучения на воскресные дни и подвижные праздники. 2-я часть — Поучения на неподвижные праздники. (Рукопись).